# Кінематограф Третього Рейху

## Роль кіно в націонал-соціалістичній політиці
З 30 січня 1933 року жодна інша галузь промисловості не відчуває такої пильної уваги партії і уряду, як кінематограф. Сам фюрер повторював у бесідах з діячами кінематографа слова про свою прихильність до кіно, свідченням якої є його сприятлива і яскрава натура. При такій любові фюрера і його міністра пропаганди до кінематографу не може здатися дивним, що партія і держава оголосили його народним і культурним надбанням
— писав Оскар Кальбус в книзі «Про становлення німецького кіномистецтва».

28 березня 1933 року в готелі «Кайзергоф» міністр пропаганди Йозеф Геббельс вперше виступив перед кінематографістами:
Я щасливий, що можу говорити як людина, яка протягом всього свого життя ніколи не цуралась німецького кіно, а, навпаки, завжди була пристрасним шанувальником кіномистецтва і тому має намір вивести це кіномистецтво на рівень, відповідний німецькій силі і німецького генія. Національна революція не обмежилася тільки політикою, вона поширилась на області економіки, культури, внутрішньої і зовнішньої політики, а також на кіно. Кіно може володіти високими художніми достоїнствами, але з допомогою своїх поганих поглядів зробити згубний вплив, як, наприклад, «Броненосець Потьомкін». Інші фільми, як, наприклад, «Нібелунги», показують, що вплив залежить не від теми самої по собі, а від того способу, за допомогою якого ця тема розкривається.
У своїй промові Геббельс також заявив про обов'язки держави приймати регулювальні заходи: «Мистецтво вільне. Втім, воно має звикнути до певних норм».

## Організації та установи
Геббельс сам вважав себе «покровителем» німецького кіно. В імперському міністерстві народної освіти і пропаганди був створений «відділ кіно» — до 1938 року «відділ V (кіно)». Притаманна міністерству тенденція розростання його практично не торкнулася: незважаючи на збільшення обсягу роботи у зв'язку з процесом націоналізації кінофірм і початком війни, в ньому протягом 12 років було всього п'ять секторів: «кінематографія і Закон про кіно», «кіноекономіка», «кінематографія за кордоном», «хроніка» та «кінодраматургія», які виконували лише контрольні функції. Додаткові контрольні функції були покладені на імперську кінопалату, членство в якій стало неодмінною умовою роботи в кінематографі.
Принцип націонал-соціалістичної політики в галузі кіно полягав у тому, що з одного боку, вона була тісно пов'язана з «принципом фюрера», а з іншого боку, допускала певні свободи, до тих пір поки кінематографісти дотримувалися наміченої міністерством лінії. Так як керівні функції не були строго визначені, міністерство пропаганди у разі необхідності могло втрутитися в будь-яке питання. Але це траплялося дуже рідко. Кінематографісти до кінця зберігали свою лояльність по відношенню до режиму.
Режим, в свою чергу, не залишився перед ними в боргу. Наприклад, акторам підвищили їх статус у суспільстві. Дрібні отримували соціальний захист у вигляді пенсії, оплачувану відпустку, безкоштовні путівки в будинки відпочинку, а великих акторів приваблювали зірковими гонорарами і декоративними званнями, подарунками та преміями.

## Закон про створення тимчасової кінопалати
«Чистка всього кінематографа» розпочалася з прийняттям 28 червня 1933 року «Четвертого розпорядження про демонстрації закордонних кінострічок», згідно з яким неодмінною умовою для роботи в кіно стали німецьке громадянство і німецьке походження.

У ескізі «Розвиток та реорганізація німецької кінопромисловості після 1933 р.» Курт Вольф писав:
Зрозуміло, було не дуже легко вихопити кіно з рук у євреїв, що складали в ньому майже 90 %. Бо дещо поспішні дії могли б згубно позначитися на кінопромисловості. Але з творчої сфери євреї повинні були зникнути як можна швидше.
За даними Язона, в 1932 році 70 % всі виробничі фірми і 81 % всі прокатні фірми перебували під «неарійським» керівництвом. Вони виробляли 86 % і прокатували 91 % всіх німецьких фільмів. «Диктатура чужих елементів народу» тривала і серед кінематографістів: 45 % всіх авторів, 45 % всіх композиторів і 47 % всіх режисерів були єврейського походження.
14 липня 1933 року уряд Гітлера прийняв «Закон про створення тимчасової кінопалати». Це був перший законодавчий акт націонал-соціалістів в області професійної діяльності.

Як мету тимчасової кінопалати § 1 закону передбачав «уніфікацію німецького кінематографа». § 2 визначав її завдання:
Тимчасова кінопалата покликана підтримувати німецький кінематограф в рамках загальної економіки, представляти інтереси окремих груп цієї сфери діяльності між собою, а також по відношенню до Рейху, земель і общин (громадським об'єднанням) і здійснювати справедливий баланс між усіма працюючими в цій області.
Відповідно до § 3 членом кінопалати «повинен бути той, хто професійно або загальнокорисно як підприємець виробляє, продає або показує кінострічки або хто як кінематографіст бере участь у створенні кінострічок. Прийом у кінопалату може бути відхилений, або член може бути виключений, якщо є факти, з яких випливає, що заявник не володіє необхідною надійністю для виконання роботи в кіно». У призначеній Геббельсом кінопалаті, що складалась з трьох членів, увійшли уповноважений міністерства пропаганди і міністерства економіки.

22 липня 1933 року Закон про кіноплату був доповнений «Розпорядження про створення тимчасової кінопалати», в якому вказувалося:
За рахунок прийняття в кінопалату прийнятий отримує право займатися кінематографічною діяльністю на території Рейху.
§ 3 розпорядження перераховувалися окремі групи, «охоплені» кінопалатою: кіновиробництво (виробництво ігрових, навчальних та рекламних фільмів, робота ательє, виробництво кіноплівки); оброблення кіноплівки (кінокопіювальні фабрики); продаж фільмів (імпорт і експорт); демонстрація фільмів (кінофікація); надання авторських прав у зв'язку з виробництвом, продажем та демонстрацією фільмів; кінематографісти (творчі та інші працівники); кінокредитний банк. § 12 розпорядження свідчило:
Громадська демонстрація кінострічки неприпустима, якщо її виробник не може підтвердити членство всіх учасників створення кінострічки.
Таким чином той, хто не був членом кінопалати, не міг отримати роботу, а той, хто здавався ненадійним, не міг стати її членом.
Ці заходи націонал-соціалістів призвели до зменшення єврейських кінематографістів з Німеччини.

## Перші економічні заходи в галузі кіно
28 березня 1933 року міністр пропаганди Йозеф Геббельс проігнорував прохання представників кіноіндустрії про матеріальну підтримку з боку держави, заявивши, що криза німецького кіно має насамперед «духовний характер», але вже в другій промові 19 травня 1933 року він натякнув на економічні заходи:
Можливо, ще протягом цього тижня ми представимо громадськості дуже широко задуманий проект (…) для стимулювання німецької кінопромисловості.
Першою конкретною дією міністра пропаганди в області кіно було те, що він вирішив на користь співробітництва з керівними колами німецької економіки. 1 червня 1933 року з ініціативи статс-секретаря міністерства пропаганди д-ра Вальтера Функа, одного з посередників між НСДАП і німецькоїю індустрією, був заснований «Фільмкредитбанк ГмбХ», призначений для того, щоб
…по можливості надавати кредити на фільми, які прокладають нові шляхи (…) особливо в області справді німецького мистецтва.
Номінальний капітал банку становив 200 000, а розмір кредитів — 10 000 000 рейхсмарок. Кредити були передбачені в першу чергу для дрібних і середніх виробничих фірм, що мали в своєму розпорядженні, як правило, незначний власний капітал. Уже в 1933 році банк надав 1 828 000 рейхсмарок на виробництво 22 короткометражних і повнометражних фільмів. У 1934 році разом із короткометражними фільмами кредити в розмірі 50 % виробничої вартості отримали 49 ігрових повнометражних фільмів, майже 40 % всіх постановок. Сума кредитів склала 7 613 000 рейхсмарок. У 1935 р. кінокредитний банк брав участь у фінансуванні 65 фільмів, що відповідало 70 % всіх постановок. За даними «Фільм-Курір» від 7 липня 1936 року, становив кредит на загальну суму 15,7 млн рейхсмарок склав 60 % виробничих витрат. У 1937 році зросла тенденція: 82 ігрових фільму, тобто 73 % всіх постановок, отримали кредит на суму в розмірі 21,4 млн рейхсмарок. Це відповідало 60 % загальної виробничої вартості. З 1937 року фінансова підтримка становила в середньому 50 % загальних витрат, що насамперед було пов'язано з початком націоналізацією німецької кіноіндустрії.

9 лютого 1934 року в «Кроль-опері» Геббельс знову виступив перед кінематографістами:
Ми майстерно опікали мистецтво і підійшли до художників як художники. Тому сьогодні ми можемо з почуттям глибокого задоволення констатувати: наша робота знайшла прекрасну винагороду в довіру, яку нам було надано з боку німецького світу мистецтва". Під гучні оплески залу міністр заявив, що уряд повинен «відпустити поводи, якщо мова йде про питання художньої та інтуїтивної діяльності. (…) Ми переконані в тому, що кіно є одним з найбільш сучасних і широких засобів впливу на маси. Тому уряд не має права надавати кіно самому собі». З приводу форми, в якій пропаганда повинна втілитися на екрані, міністр заявив: "Ми маємо намір надати німецькому кіно вираз, ми також хочемо, щоб націонал-соціалізм виражався не у виборі, а в трактуванні матеріалу.
У той же день міністерство пропаганди виніс на обговорення уряду проект нового Закону про кіно, з яким почалася нова фаза націонал-соціалістичної політики в цій галузі.

## Закон про кіно
16 лютого 1934 року на засіданні кабінету був обговорений і прийнятий Закон про кіно. У порівнянні з Законом про кіно від 12 травня 1920 року, який після численних поправок діяв у варіанті від 6 жовтня 1931 року, закон, який набув чинності 1 березня 1934 року, містив ряд істотних змін. У відповідності з ним вводилась попередня цензура всіх ігрових фільмів. Ця задача була покладена на рейхсфільмдраматурга, пост якого Геббельс заснував у своєму міністерстві.
Рейхсфільмдраматург має завдання консультувати кіноіндустрію з усіх важливих питань кіновиробництва, перевіряти надані йому сценарії і своєчасно запобігати зверненню до матеріалу, що суперечить духові часу.
— повідомляв журнал «Ліхт-Більд-Бюне» від 3 лютого 1934 року. Незважаючи на те що в Законі про кіно Веймарської республіки містилося досить причин для заборони фільму за політичними мотивами, в новий Закон були введені такі поняття, як «націонал-соціалістичне», «моральне» і «художньє» почуття. Тепер причини заборони фільму були виражені таким чином: «Допуск забороняється, якщо перевірка встановить, що демонстрація фільму здатна поставити під загрозу життєво важливі інтереси держави або громадського порядку і безпеки, образити націонал-соціалістичне, моральне або художньє почуття, впливати диким і аморальним чином, поставити під загрозу німецький престиж або відносини Німеччини з іншими державами».
Важливу роль отримала існуюча ще в часи Веймарської республіки система позначок-предикатів фільму, яка означала зниження або звільнення від податку. Спочатку «національний» уряд був готовий піти назустріч вимогам кінопромисловості про скасування податку на видовищні заходи. Однак цей податок у зв'язку з роздачею предикатів являв собою надзвичайно важливий засіб надання політичного впливу на кіновиробництво. Геббельс запропонував звільнити від податку лише окремі фільми. Постійно збільшуючи кількість предикатів, він намагався стимулювати лояльне ставлення продюсерів до держави при виробництві кожного нового фільму. З 1939 року їх було вісім — від «цінний в культурному відношенні» до «особливо цінний в державно-політичному і художньому відносинах». Крім цього, був заснований титул «Фільм нації». За 12 років було присуджено 487 предикатів 347 з 1094 випущених в прокат німецьких ігрових фільмів. З пропагандистських фільмів 106, понад 2/3, отримали один або кілька предикатів, з інших фільмів — 241, трохи більше чверті. Вищі предикати означали повне звільнення від податку, а інші вели його до скорочення чотирьох відсотків. Отримавши предикат короткометражні фільми сприяли зниженню податку з основного фільму, навіть якщо він сам такого предиката не мав. Роздача предикатів стала також справою цензури, яка з відміною мюнхенського відділення у відповідності з новим Законом про кіно була зосереджена в Берліні. На відміну від попередньої процедури, рішення приймалося без голосування — тобто за «принципом фюрера» — одним головою, який в той же час був чиновником міністерства пропаганди. Голова цензури Арнольд Бакмайстер вказував, що «німецька кіноцензура стала інструментом підтримки кінематографа, який за рахунок привласнення державних оцінок отримує нові та рішучі імпульси».
Таким чином, після «врегулювання» питань фінансування та кадрової політики були регламентовані виробництво і прокат фільмів. У відомчому повідомленні підкреслювалося: «Закон про кіно національного уряду вперше випливає з провідної ідеї про те, що нова держава бере на себе завдання і відповідальність брати участь у становленні німецького кіно».

## Цензура
Хоча вже в 1933 році, як повідомляла газета «Кінематограф» від 20 лютого 1934 року, було заборонено 46 фільмів — 14 німецьких, 13 радянських, 11 американських, — допущених раніше до демонстрації, новий Закон про кіно дозволяв державі втручатися в безпосередній процес виробництва і диктувати свої вимоги. У варіанті від лютого 1934 року Закон про кіно діяв менше року. 13 грудня 1934 року було по-новому врегульовано питання попередньої цензури. Новий закон скасовував обов'язковий характер подання проектів на розгляд рейсхфільмдраматурга. У новому формулюванні пропонувалося, що всі заплановані ігрові фільми не повинні, а можуть бути надані на розгляд рейхсфільмдраматурга. Якщо рейхсфільмдраматург вважав, що проект заслуговує підтримки, то він міг брати участь у створенні сценарію і фільму. Але ця участь була можливою тільки по заявці фірми. Якщо ж така заявка була подана, то фірма повинна була слідувати вказівкам рейхсфільмдраматурга. Це нововведення, на перший погляд, означало лібералізацію попередньої цензури, по суті справи означало, що міністерство пропаганди брало на себе відповідальність тільки за такі фільми, які були спочатку заплановані або могли використовуватися в пропагандистських цілях. Тим не менш через день після прийняття поправки до Закону про кіно імперська кінопалата видала розпорядження, що зобов'язує всі кінофірми надавати рейхсфільмдраматургу поточні плани з додатком коротких анотацій. Якщо той вимагав на перевірку експозицію або сценарій, то треба було задовольнити цю вимогу і врахувати всі зауваження та поправки. Таким чином, рейхсфільмдраматург зберігав свій вплив, але кінофірми не могли посилатися на те, що держава санкціонує німецькі фільми. Як пояснив президент кінопалати, мета цього розпорядження полягала в тому, щоб
…дати рейхсфільмдраматургу можливість підключитися при таких темах, при яких це представляється абсолютно необхідним за особливим світоглядом або художніми причинами.
28 червня 1935 року був прийнятий другий Закон про зміну Закону про кіно, згідно з яким міністр пропаганди міг заборонити допущений до демонстрації фільм, незалежно від рішення цензури. 17 жовтня 1935 року за ініціативою Геббельса Гітлер видав постанову, що забороняє окремим особам, організаціям, професійним об'єднанням та їх пресі впливати на цензуру:
В націонал-соціалістичній державі за яку-небудь справу відповідає тільки одна людина. З цієї причини я постановляю, що кіноцензура підпорядковується виключно міністрові народної освіти та пропаганди і призначеним ним органам, і що надання будь-якого тиску на рішення цих органів неприпустимо і заборонено.
Реорганізація німецького кіно в загальних рисах була завершена. Комерційна структура кінематографа залишилася недоторканною; відповіддю кінематографістів стала лояльність по відношенню до режиму.

### Заборона критики фільмів в пресі та на радіо
У листопаді 1936 року Геббельс видав указ про заборону критики фільмів в пресі та на радіо:
Оскільки 1936 рік не приніс задовільного поліпшення художньої критики, з сьогоднішнього дня я категорично забороняю подальше заняття художньою критикою в колишньому вигляді.
У директиві до виконання критика стала «розглядом», а суддя мистецтва — «слугою мистецтва». Такі впливові кінокритики, як Рудольф Арнгейм, Білого Балаж, Лотта Ейснер і Зігфрід Кракауер, вже давно покинули Німеччину. А ті, хто залишилися, пристосувалися до нових умов, хоча і не завжди піддавалися тиску згори.

## Криза
Вже в 1935 році виникли сумніви в здатності міністерства пропаганди та імперської кінопалати вивести кіноекономіку з кризи. Незважаючи на повільне, але стабільне зростання касових зборів, баланс виробничих і прокатних фірм демонстрував не скорочення збитків, а зростання дефіциту.
У 1936 році знову заговорили про кризу. Тут насамперед відчутно позначився вимушений результат багатьох кінематографістів. Кіноконцерни посилили конкурентну боротьбу за залишених в Рейху відомих акторів і режисерів, що з 1933 по 1936 рік призвело до зростання гонорарів на 200 %. Їх розміри від 200 000 до 350 000 марок на рік на одного актора настільки підвищили виробничу вартість фільму, що його було практично неможливо амортизувати. Середня вартість фільмів підвищилася з 200 000—250 000 у 1933 році до 420 000—470 000 в 1936 році. У 1934/1935 рр. 20 великих акторів отримували 10 % всього виробничого капіталу.
Більшість країн — за винятком союзниць Німеччини — не виявляли ніякого інтересу до німецьких фільмів і німецького ринку. У 1936 році, наприклад, в прокаті було лише 63 іноземних фільмів, в 1937 році — 78, у 1938 році — 62. На експорті позначився насамперед бойкот німецьких фільмів у Голлівуді. Якщо в 1932/1933 рр. частка експорту німецьких фільмів становила близько 40 %, то у 1934/35 р. вона впала до 12—15 %, а в березні 1937 року становила лише 6—7 %. На першому засіданні імперської кінопалати в березні 1937 року великі концерни відкрито заявили про збитки: УФА — від 12 до 15 млн, Тобіс — 10,5 млн рейхсмарок. У своїй промові перед кінематографістами 5 березня 1937 року Геббельс оголосив про «організаційні зміни», за його словами пішли конкретні дії.

## Націоналізація кіноіндустрії
Д-р Макс Вінклер, з 1919 року таємний фінансовий радник тринадцяти німецьких канцлерів, призначений «імперським уповноваженим у справах німецької кінематографії», повинен був зайнятися її націоналізацією, плани якої існували з 1936 року. 18 березня 1937 року очолюване Вінклером суспільство довірчих операцій «Каутіо» придбало від імені Рейху 72,6 % акціонерного капіталу УФА. Незабаром після цього «Каутіо» і УФА вступили у володіння прокатними фірмами «Терра» і «Тобіс-Рота» і 26 червня 1937 року перетворили їх у виробничу фірму «Терра-Фільмкунст ГмбХ», перейнявши їх активи і пасиви. 29 листопада 1937 року була заснована фірма «Тобіс-Фільмкунст ГмбХ», компаньйоном якої було товариство «Каутіо», що перейняло всі фірми, що належали концерну «Тобіс». Нарешті, 11 лютого 1938 року після ліквідації концерну «Баварія» «Каутіо» заснував фірму «Баварія-Фільмкунст ГмбХ». Таким чином, протягом року була націоналізована значна частина німецького кіновиробництва. Відтепер і до 1942 р. це були «побічно державні» компанії, так як «Каутіо» працювало за вказівками міністерства пропаганди та міністерства фінансів. У громадських колах при цьому робили вигляд, що мова йде, як і раніше, про приватні фірмаи. Після приєднання Австрії до Рейху, окупації Чехословаччини і створення протекторату Богемії і Моравії за аналогічною схемою «Каутіо» заснувало 16 лютого 1938 року фірму «Він-Фільм ГмбХ», скупивши всі акції «Тобіс-Саша АГ», і 21 листопада 1941 року — «Праг-Фільм АГ». З 1937 року міністерству пропаганди стало легше впливати на кінопромисловість: великі фірми як «побічно державних підприємств отримували розпорядження міністерства не тільки через імперську кінопалату і рейхсфільмдраматурга, а й через „бюро Вінклера“. Приватні виробничі фірми, крім прихильності до імперської кінопалати і до рейхсфільмдраматурга, потрапили в більш сильну залежність від кінокредитного банку, який після створення фірми „Фільм-Фінанц ГмбХ“, яка відповідала за фінансування напівдержавних підприємств, надавав матеріальне сприяння вільним виробничим фірмам. У той же час було здійснено низку заходів для підпорядкування контролю з боку міністерства тих фірм, які ще не перебували у повному володінні Рейху.

## Завершення націоналізації
Нова фаза кіноекономіки в Третьому Рейху розпочалася 28 лютого 1942 року з виданням Указу міністра народної освіти і пропаганди про підвищення продуктивності німецького кінематографа». У відповідності з цим законом, що означав завершення націоналізації кіно, всі кінофірми Рейху «Баварія-Фільмкунст ГмбХ», «Берлін-Фільм ГмбХ», «Праг-Фільм АГ», «Терра-Фільмкунст ГмбХ», «Тобіс-Фільмкунст ГмбХ», «Уфа-Фільмкунст ГмбХ», «Він-Фільм ГмбХ» і «Дойче Цайхенфільм ГмбХ» — були об'єднані під дахом «УФА-Фільм ГмбХ», головної компанії німецького кінематографа. При цьому «УФА-Фільм ГмбХ» не мала нічого спільного з «УФА-Фільмкунст ГмбХ», заснованої 17 січня 1942 року концерном «Юніверсум-Фільм АГ» (УФА АГ) та фірмою «Дойліг-Фільм ГмбХ». «УФА-Фільм ГмбХ» вийшла не з «УФА-Фільмкунст ГмбХ», а з «Фільм-Фінанц ГмбХ», фірми, яка в січні 1942 року придбала для цієї мети весь статутний капітал кінокредитного банку. З 6 червня 1941 року за розпорядженням президента імперської кінопалати вільного виробництва не існувало, а завдання кінокредитного банку втратили свою силу, хоча він як і раніше діяв як домашній банк «УФА-Фільм ГмбХ». Тим самим завершилася націоналізація німецького кіновиробництва. Одночасно були націоналізовані кінокопіювальні фабрики та кінопрокатні фірми, які, як правило, працювали при виробничих компаніях. Втім, у приватній власності залишилися кінотеатри, які не входили у володіння націоналізованих фірм. Контроль за кіновиробництвом відтепер здійснювався чотирма інстанціями: імперською кінопалатою, рейхсфільмдраматургом, імперським уповноваженим з німецької кіноекономіки («бюро Вінклера») і рейхсфільмінтендантом. Всі вони, у свою чергу, контролювалися імперським міністерством народної освіти і пропаганди, відділ кіно якого раніше очолював рейхсфільмінтендант. У відповідності з організаційним планом німецької кінематографії, який був прийнятий значно пізніше, завідувач відділом кіно міністерства пропаганди відповідав за питання кінополітики, рейхсфільмінтендант за питання кіномистецтва, уповноважений за питання кіноекономіки, якщо ці питання не входили в безпосередню компетенцію міністра.

## Пропагандистське кіно
Перша хвиля пропагандистських фільмів 1933 року — «Юний гітлерівець Квекс» про молоду жертву, загиблої від рук комуністів; «Ганс Вестмар — один з багатьох» про «мученика руху», прототипом якого став Горст Вессель; «Штурмовик Бранд» про вуличні бої штурмовиків з комуністами — повинна була послужити зміцненню образу націонал-соціалістичної людини. Проте Йозеф Геббельс був незадоволений результатом. У січні 1933 року у своїй промові з нагоди дня народження Горста Весселя міністр пропаганди заявив: «Ми, націонал-соціалісти, не надаємо підвищеного значення тому, що наші штурмові загони марширують по сцені чи на екрані. Сфера їх діяльності — вулиця. Однак якщо хто-небудь підходить до вирішення націонал-соціалістичних проблем у мистецькій сфері, він повинен усвідомити для себе, що і в цьому випадку мистецтво визначається не бажанням, а майстерністю. Націонал-соціалістичний світогляд не може заповнити художні недоліки. Якщо яка-небудь фірма підходить до зображення подій, пов'язаних з діяльністю штурмових загонів або до націонал-соціалістичної ідеї, то цей фільм повинен володіти високими художніми достоїнствами».
Геббельс розумів, яку небезпеку могли таїти в собі сучасні теми. Тому художні фільми, присвячені націонал-соціалізму та його повсякденності, такі як, наприклад, «Вище голову, Йоганнес» (1941), були великою рідкістю. «Суть німецького характеру» в першу чергу виражалася в костюмних історичних фільмах. Важливі художні постановки були присвячені життю великих німецьких поетів («Фрідріх Шиллер», 1939), державних діячів («Бісмарк», 1940), лікарів («Роберт Кох — переможець смерті», 1939), архітекторів («Андреас Шлютері», 1942), інженерів-винахідників («Дизель», 1942), промисловців з яскраво вираженим соціальним почуттям («Володар», 1937). При цьому, природно, не можна сказати, що Геббельс відмовився від ідеї політизувати кіно. Просто він віддавав перевагу тонким, ледь помітним коштам. Міністр пропаганди завжди чітко давав зрозуміти, що він в даний момент хоче побачити на екрані. І в цьому випадку стежив від початку до кінця за реалізацією свого замовлення.

Лише з початком війни — наприкінці 1939 року — Геббельс зважився на радикальний крок. В результаті критики на його адресу з боку Гітлера і Розенберга він запустив у виробництво ряд відверто пропагандистських фільмів. Оправдуючий евтаназію фільм «Я звинувачую» (1941), антибританський «Дядечко Крюгер» (1941), проірландські «Лисиця з Гленарвона» (1940) та «Моє життя за Ірландію» (1941), антисемітські фільми «Ротшильди» (1940) і «Єврей Зюс» (1940) і, нарешті, закликаючий до стійкості «Кольберг» (1945) — все це були «вивірені в деталях» державні замовлення. Але ці постановки, як і актуальні військові фільми «Штукас» (1941) і «Підводні Човни на Захід» (1941), продовжували залишатися винятком. У 1942/1943 виробничому році з 60 запущених фільмів був лише один військовий — «Екіпаж Дора» (1943) і один історичний фільм про «великого німця» — «Парацельс» (1943), а також два фільми Гарлана, просочених ідеологією «крові та ґрунту». Інші постановки були комедіями, оперетами, сімейними або любовними драмами, детективами тощо.
А якщо Йозефа Геббельса запитували про кращі німецькі фільми, він називав не «Володаря» або «Великого короля», а «Блакитного янгола» і «Якби ми всі були янголами».
— пише його біограф Гельмут Гайбер.

З іншого боку, стан справ компенсували ретельно підготовлені випуски кінохроніки, яка після жорсткої критики самого фюрера, з 1940 року стала централізовано виходити під назвою «Die Deutsche Wochenschau» і була напхана пропагандою. У вермахті були сформовані роти пропаганди. Кінооператори, які в них служили, повинні були знімати військові події. Довжина випуску кіножурналу досягала 1 години.
Здається дивним і пояснюється, можливо, не тільки особистою антипатією той факт, що обидва — чудово зроблених — великих репортажи Третього Рейху, «Тріумф волі» і «Олімпія», (як її називав міністр) «кінокози» Лені Ріфеншталь були зняті без Геббельса або навіть всупереч йому, тільки завдяки її дружбу з Гітлером, навіть якщо фінансування, принаймні в останньому випадку, йшло через міністерство пропаганди.
— зауважує Гельмут Гайбер. Біограф міністра пише, що документальне кіно як жанр Геббельс вважав недостатньо художнім.

## Розважальне кіно
З 1094 художніх фільмів, знятих в Третьому Рейху, 48 % складають комедії. За ними слідують мелодрами, що становлять 27 %, пропагандистські фільми складають 14 % і укладають список пригодницькі фільми, що становлять 11 % від загального виробництва. Якщо дослідити частку чотирьох жанрів у річному репертуарі, то 50 % комедій і близько 10 % пропагандистських фільмів залишаються відносно константним показником. З початком війни в 1939 році намітилося значне зниження виробництва комедій, що становили 36 % від загального виробництва. У 1942 році, В період найбільшої військової експансії вермахту в Європі, комедії склали 35 %, а пропагандистські фільми 25 %. У 1943 році, після поразки в Сталінграді, виробництво пропагандистських фільмів скоротилося до 8 %, а частка комедій зросла до 55 %. Перед лицем поразки в 1945 році частка комедій скоротилася до 25 %, натомість частка драм збільшилася до 58 %.
Переважання в репертуарі розважальних фільмів свідчить про те, що німецький кінематограф нацистського періоду орієнтувався в першу чергу на касу, а не на ідеологію. З іншого боку, з початком війни відволікання кіноглядача від тягот повсякденності шляхом розваги також стало важливим ідеологічним завданням. При цьому і сам сюжет деяких розважальних фільмів не був вільний від ідеології. Наприклад, мелодрама «Концерт за заявками» (1940) оповідала про те, як щотижневий радіоконцерт для вермахту допоміг через чотири роки возз'єднатися дівчині і військовому льотчику, які познайомилися і полюбили один одного під час Олімпійських ігор у Берліні в 1936 році. Радіо виявилося, таким чином, сполучною ланкою між фронтом і батьківщиною, єдність яких і стало головною темою цього фільму. Поряд з мелодрамою «Велика любов» (1942) з участю Цари Леандер «Концерт за заявками» був одним з найуспішніших фільмів нацистського періоду. До кінця війни його подивились 26 млн глядачів, а касовий збір склав 7,6 млн рейхсмарок.

## Прокат американських фільмів
На відміну від Веймарської республіки, ввезення фільмів було обмежено в зв'язку з труднощами німецького кіноекспорту і викликаним ними скороченням валютних коштів, але тим не менш до середини 1940 року голлівудську кінопродукцію можна було подивитися у всіх великих містах Рейху. Правда, в сезоні 1939/40 року повторні покази перевищили прем'єри, так як з початком Другої світової війни стало все важче просувати німецькі фільми на північноамериканський ринок. Безпосередньо перед початком війни в кінотеатрах Уфа на Курфюрстендамм в Берліні йшов фільм «Я вкрав мільйон» із Джоржем Рафтом, під час французької кампанії в червні 1940 року в Берліні показували «Нічне таксі». Останнім американським фільмом, який йшов в Берліні, був мюзикл «Бродвейська серенада». Його показ відбувся 27 липня 1940 року.
Якщо в міністерстві пропаганди дізнавалися, що актор чи режисер були євреями, то фільми — як, наприклад, у випадку із Сільвією Сідні — тут же знімали з екранів. Крім того, цензура заборонила багато вестернів і гангстерських фільмів. У той же час у Німеччині був показаний ряд класичних комедій, таких як «Це трапилося одного разу вночі» і «Бажання», а також пригодницьких фільмів, серед яких «Заколот на Баунті», «Породження півночі», «Життя Бенгальського улана». Великим успіхом користувався мюзикл «Бродвейська мелодія». На багатьох сценах публіка жваво аплодувала, а рецензенти писали про «почуття внутрішнього звільнення», яке відчували глядачі.

## Звернення з фільмами нацистського періоду після 1945 року

### Фільми для обмеженого показу
Після німецької капітуляції в 1945 році союзники конфіскували всі копії німецьких фільмів, знятих з 1933 року. В результаті поверхневої перевірки, яка більше стосувалася зображених символів режиму, а не психологічного впливу, вони знову були допущені до демонстрації без купюр (категорія А), з купюрами (категорія В), або заборонені (категорія С).
У категорію потрапили 219 фільмів, які, на думку союзників, прославляли нацистську ідеологію, мілітаризм або вермахт, спотворювали історію, ображали релігійні почуття, збуджували почуття помсти або презирство щодо союзників. У ній виявилися і деякі фільми, зняті до 1933 року — часто, наприклад, в силу підозрілості назви («На секретній службі» або «Остання рота»). З плином часу цей список скорочувався під впливом комерційних інтересів, так як багато продюсерів хотіли знову показати в кінотеатрах. Після того, як в 1949 році був заснований самоконтроль німецької кінопромисловості і цензура знову перейшла в німецькі руки, багато фільмів піддалися перегляду і переоцінки.
На сьогодні в списку залишаються близько 40 «фільмів для обмеженого показу». Це формулювання придумала комісія самоконтролю, оскільки насправді доступ до фільмів ніколи не був заборонений повністю. За мито їх можна подивитися в переглядовому залі комісії самоконтролю у Вісбадені, кожен може замовити їх на перегляд, але не кожному їх можуть видати (наприклад, праворадикальних організаторам), а показ передбачає обов'язкове вступне слово і подальшу дискусію.
У списку досі стоять фільми «Єврей Зюс» і «Вічний жид». Згідно з вироком федерального Верховного суду від 1963 року «Єврей Зюс» є «ворожим конституції, розпалює міжнаціональну ворожнечу і образливою по відношенню до євреїв».
У списку також знаходяться комедії («Венера перед судом»), кримінальні драми («Фальшивомонетники»), історичні панорами («Володар»), памфлети проти Веймарської республіки («Тоггер»), анти британські («Дядечко Крюгер»), антипольські («Повернення на батьківщину»), антирадянські фільми («ГПУ»). І при цьому вже ні одного фільму Лені Ріфеншталь. В середині 1990-х років спеціальна комісія викреслила зі списку фільми «Концерт за заявками», «Велика любов», «Світанок», «Увага! Ворог підслуховує!».
Останнім часом ведеться дискусія щодо зняття обмежень на показ залишилися у списку фільмів.

### Фільми нацистського періоду в радянському прокаті
31 серпня 1948 року Політбюро ЦК ВКП(б) прийняв Постанову про випуск на екран кінофільмів з трофейного фонду. Міністерству кінематографії пропонувалося протягом 1948—1949 років за рахунок показу іноземних фільмів на відкритих і закритих показах забезпечити чистий дохід державі у розмірі 750 млн рублів.
У період з 1947 по 1956 рік в радянський прокат було випущено понад 30 фільмів Третього Рейху. При цьому поряд із «Дівчиною моєї мрії» або «Індійською гробницею» були показані й антибританські пропагандистські фільми, як-от «Дядечко Крюгер» (у радянському прокаті — «Трансвааль у вогні», 1948), «Титанік» («Загибель Титаніка», 1949), або «Лиса з Гленарвона» («Відплата», 1949).